# Vsevolod Garșin

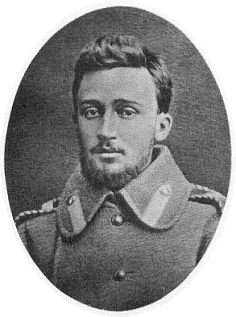
Vsevolod Mihailovici Garşin

Vsevolod Mihailovici Garșin, în rusă: Все́волод Миха́йлович Гаршин, (n. 14 februarie 1855 - d. 5 aprilie 1888) a fost un scriitor rus.
A inaugurat în literatura rusă proza scurtă cu subiect unic, gen la care Cehov va atinge măiestria.
În nuvelele sale, marcate de un profund lirism, este sondată conștiința eroilor aflați în conflict cu lumea exterioară.

## Scrieri
- 1877: Patru zile ("Cetîre dnia", Четыре дня)
- 1879: Pictorii ("Hudojniki")
- 1883: Din povestirile soldatului Ivanov ("Iz vospominanii riadovogo Ivanova")
- 1883: Floarea roșie ("Krasnîi țvetok", Красный цветок)
- 1885: Nadejna Nikolaevna
- 1880: Attalea princeps.